# أماندا فاريلا
أماندا فاريلا (بالإسبانية: Amanda Varela)‏ هي عارضة وممثلة أرجنتينية، ولدت في 24 أكتوبر 1911 ببوينس آيرس في الأرجنتين، وتوفيت في 1 يوليو 2000 بلوس أنجلوس في الولايات المتحدة.

## وصلات خارجية
- أماندا فاريلا على موقع IMDb (الإنجليزية)
- أماندا فاريلا على موقع أول موفي (الإنجليزية)
- أماندا فاريلا على موقع قاعدة بيانات الفيلم (الإنجليزية)
- أماندا فاريلا على موقع كينوبويسك (الروسية)